# 和弓

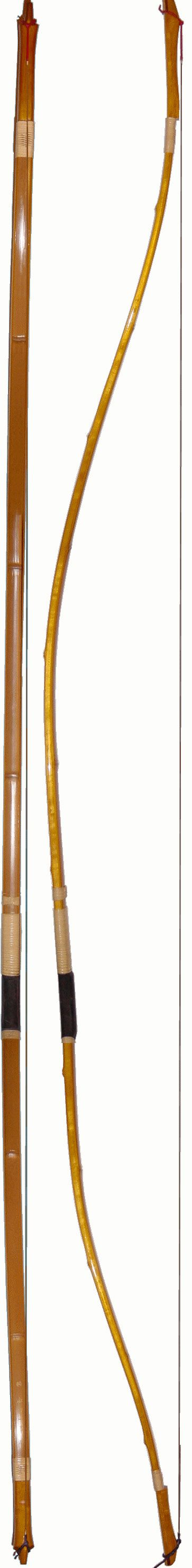
竹弓

和弓，是日本弓道所使用的一類長弓。標準的和弓長度為七尺三寸(約221公分)。今日的和弓古時稱為「大弓」，泛指總長度超過兩公尺的所有長弓。此外也有一種較短的和弓制式，長度為六尺三寸(約189公分)稱為「半弓」，也存在比半弓還要短的弓。使用者執弓的位置主要是弓的下弧部份，長度比例是全弓的三分之一。和弓本來是由竹與木再以鰾（膠原料的一種）組裝而成，現在組製竹弓多數使用玻璃纖維強化塑膠。

## 特徵

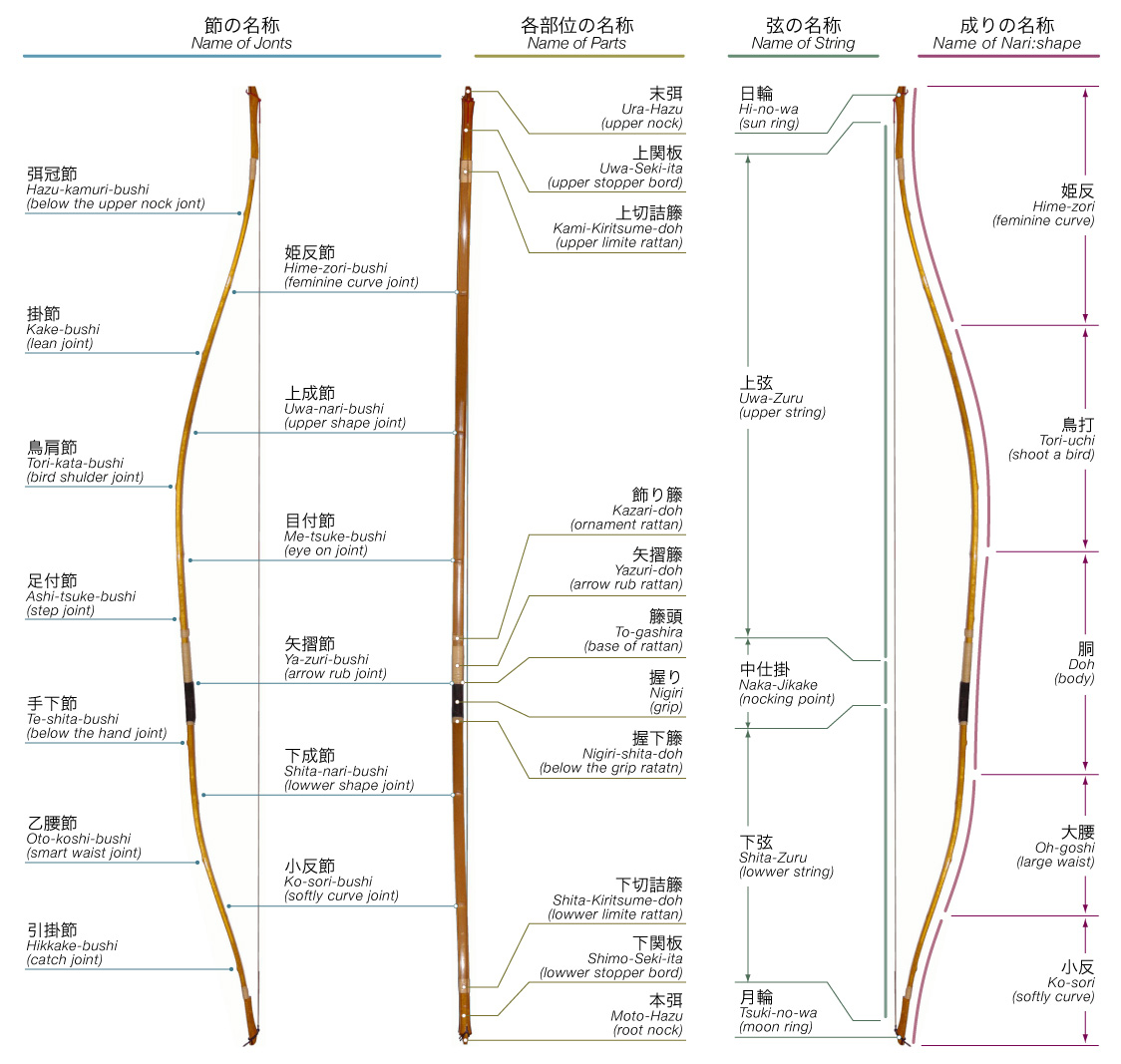
和弓各部位的名稱

一般而言，西洋弓（主要指奧運射箭項目中較常用的反曲弓，即Archery）約有1.6米的長度，使用時持弓者通常都掌握在弓的中心部位。
不過，和弓與其它的弓卻大不相同。和弓長逾兩米，而且弓的上弧部份共佔了全弓長度的三分之二，換言之和弓的制式是「上長下短」，其規格及長度亦可稱得上是世界最大的弓。
和弓上長下短的構造，某程度上為使用者帶來執弓時難以平衡的困擾。要精確使用和弓，必須有高水準的技術，使用者持弓的手要掌握發箭時弓的震動幅度，預測弓上下弧的長度差所產生的反動力，並運用這種反動力推算箭的發射方向及應要施加力度的多寡。只要能妥善利用這種反動力，射出的箭軌便可以做出多種不同的變化（例如控制射程、箭的拋物線等）。

## 和弓的歷史
| 時代                          | 弓種     | 備註                                               |
| ----------------------------- | -------- | -------------------------------------------------- |
| 繩文時代初期（公元前13000年） | 原始的弓 | 簡陋的弓配以石製的箭鏃，主要用於進行狩獵           |
| 彌生時代（公元前5世紀）       | 丸木弓   | 稍為強化的木製弓，作為武器使用                     |
| 平安時代中期（公元10世紀）    | 伏竹弓   | 粗略地配合木與竹製作的合成弓                       |
| 平安時代後期（公元12世紀）    | 三枚打弓 | 以竹從前後包裹著木芯所製成的合成弓                 |
| 室町時代中期（公元15-16世紀） | 四方竹弓 | 由四片竹包裹著木芯的合成弓                         |
| 江戶時代（公元17世紀）        | 弓胎弓   | 接近現今和弓制式，弓、箭和弽（持弓手套）都頗具規格 |
| 昭和46年（1971年）至現代      | 玻璃弓   | 運用玻璃纖維或碳纖維製作的弓，硬度及彈性兼備       |

## 破魔弓與破魔矢

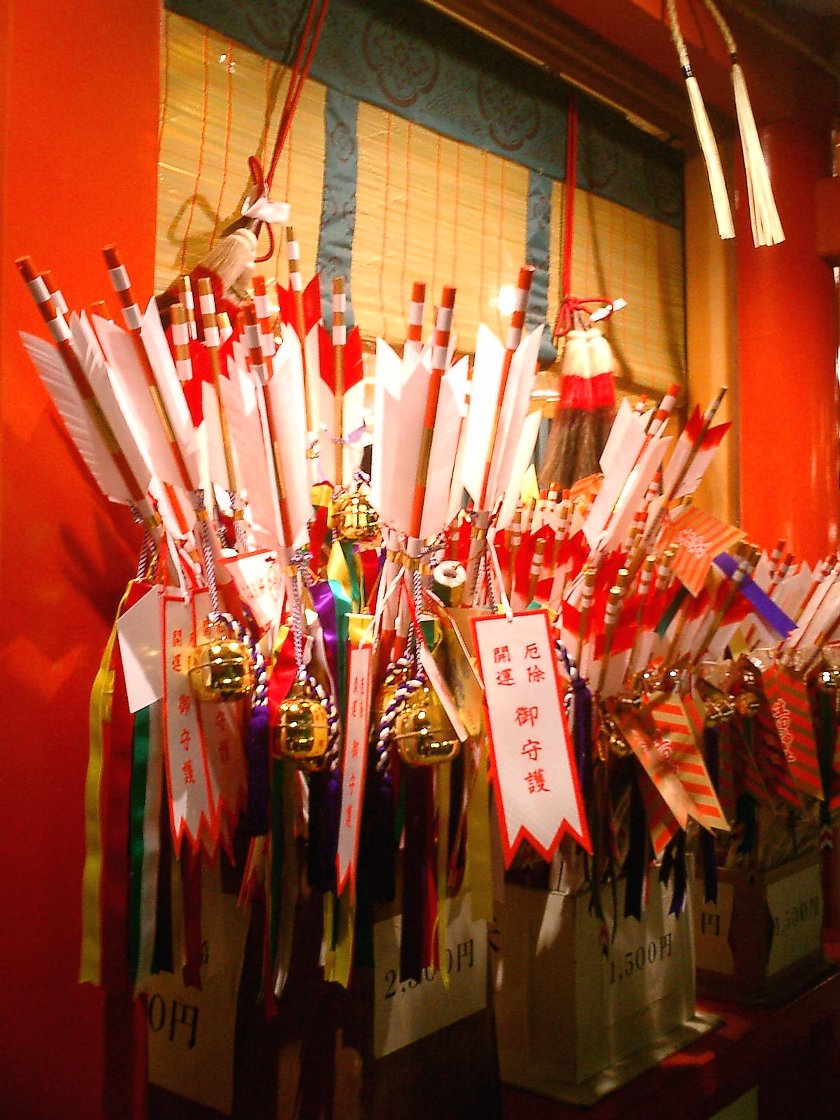
破魔矢

另有一種非武術用途的和弓和箭，稱為破魔弓及破魔矢，兩者都是日本的儀式福物。
現代的破魔矢，多指當地老百姓在日本新年時，從寺廟、神社等地方祈福後所得到的祝福飾物；破魔弓則是與破魔矢並存的配套擺設。
日本人在搬屋或新置物業的時候，都會進行名為「上棟式」的儀式，做法大致是將經開光後的破魔弓矢放置到新屋的橫樑上，目的是要利用「神器」形式的弓矢鎮壓著「鬼門」。如有親友添丁，亦有贈送破魔矢、破魔弓的習俗。
日本神奈川縣有「破魔矢奉製所」，專門製作受神社祝福的小型破魔弓矢，後來該店更登記「破魔矢」為其合法商標。
破魔矢主要功能在於「無形」的破除邪魔、淨化，非「有形」的直接以箭穿刺邪魔，故破魔矢不須造有尖銳的箭頭，普遍為平頭或圓頭。